# Ын Оньи
Ын Оньи (иер. трад. 吳安儀, йель: Ng On-yee) — снукеристка из Гонконга, трёхкратная чемпионка мира среди женщин (2015, 2017, 2018), победительница чемпионата мира IBSF 2009 и 2010 годов.

## Карьера
В 2007 году Ын стала чемпионкой мира среди игроков до 21 года (турнир под эгидой IBSF), а в 2009 году выиграла женский любительский чемпионат мира. В финале она победила австралийку Кэти Парасис со счётом 5:1. На этом же турнире она сделала свой высший брейк — 77 очков, хотя на практике она делала и сенчури. Брейк Ын в 77 очков стал в итоге высшим и на чемпионате. Примечательно, что через год она защитила звание победительницы этого турнира, обыграв в финале свою соотечественницу Джекки Ип, 5:0.